# Richard Schuyler
Richard „Dick“ Schuyler (* 30. Juni 1926 in Billings, Yellowstone County, Montana; † 29. März 2003 in Green Valley, Pima County, Arizona) war ein US-amerikanischer Schauspieler.

## Leben
Richard Schuyler wurde am 30. Juni 1926 in Billings geboren. 1964 verkörperte er erste Episodenrollen in den Fernsehserien Combat! und Auf der Flucht. Von 1964 bis 1970 stellte er in der Western-Serie Im wilden Westen in 13 Episoden jeweils verschiedene Charaktere dar. 1965 erfolgte eine Nebenrolle in FBI jagt Phantom sowie bis 1966 Mitwirkungen in zwei Episoden der Fernsehserie 12 O’Clock High in jeweils verschiedenen Rollen. Ende der 1960er Jahre hatte er eine Episodenrolle in General Custer – Held der Prärie und eine Filmrolle in Dayton’s Devils. Nach Nebenrollen in The Resurrection of Zachary Wheeler von 1971 und Irrsinn der Gewalt von 1973 bekam er seine größte Filmrolle 1974 in Sadomona – Insel der teuflischen Frauen in der Rolle des Pete Peterson. Im selben Jahr war er zudem in einer Nebenrolle in The Black Godfather – Der Schwarze Pate zu sehen.
Er verstarb am 29. März 2003 in Green Valley im Alter von 76 Jahren an den Folgen eines Nierenzellkarzinoms.

## Filmografie
- 1964: Combat! (Fernsehserie, Episode 3x03)
- 1964: Auf der Flucht (The Fugitive) (Fernsehserie, Episode 2x13)
- 1964–1970: Im wilden Westen (Death Valley Days) (Fernsehserie, 13 Episoden, verschiedene Rollen)
- 1965: FBI jagt Phantom (The Human Duplicators)
- 1965–1966: 12 O’Clock High (Fernsehserie, 2 Episoden)
- 1966: FBI (The F.B.I.) (Fernsehserie, Episode 1x23)
- 1967: General Custer – Held der Prärie (Custer) (Fernsehserie, Episode 1x06)
- 1968: Dayton’s Devils
- 1971: The Resurrection of Zachary Wheeler
- 1973: Irrsinn der Gewalt (Gentle Savage)
- 1974: Sadomona – Insel der teuflischen Frauen (Policewomen)
- 1974: The Black Godfather – Der Schwarze Pate (The Black Godfather)